# Видалянство та інклюзіанство

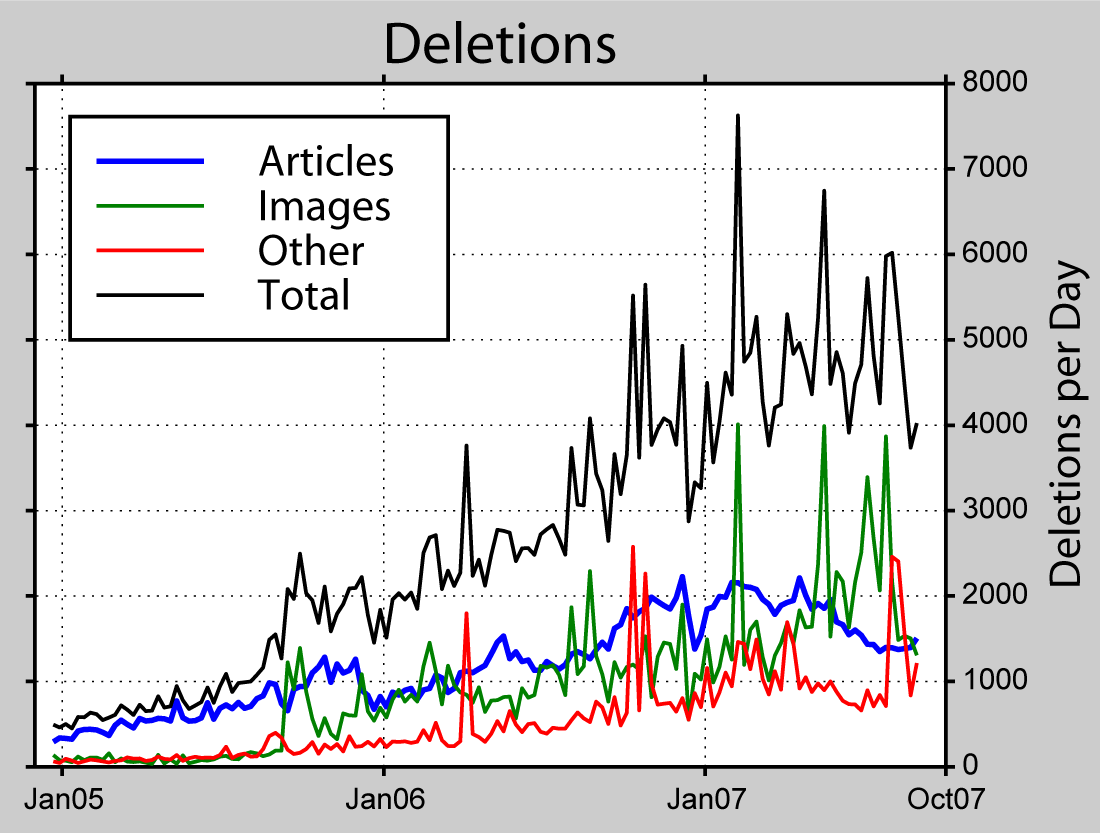
Статистика щодо кількості видалень станом на 2007 рік

Видалянство та інклюзіанство — це протилежні бачення до наповнення енциклопедії, які сформувалися у спільноті редакторів Вікіпедії. Вони відображають різні думки щодо обсягу енциклопедії та основних тенденцій її розвитку. Видалянство та інклюзіанство представляють два протилежні підходи до наповнення енциклопедії, але більшість користувачів не ідентифікують себе як представників жодного з напрямів. Видалянці є прихильниками селективного висвітлення та видалення статей, які розглядаються як непотрібні або дуже нестандартні. Видалянці послуговуються бажанням зосередитись на Вікіпедії та висвітлити важливі теми. Найчастіше критиці та постановці на вилучення підлягають статті відверто рекламного характеру (сприймається як зловживання вебсайтом), оригінальні дослідження, теми, де не вистачає відповідного вихідного матеріалу для високоякісного висвітлення, статті з недостатньою кількістю джерел, занадто короткі статті чи статті дуже низької якості.
Інклюзіанці є прихильниками широкого висвітлення, включно зі збереженням «нешкідливих» статей і таких, що вважаються нестандартними, щоб забезпечити майбутнє доопрацювання. Інклюзіанці мотивовані забезпечити широке охоплення Вікіпедії зі значно нижчим бар'єром для входу в теми, що висвітлюються — разом із вірою в те, що неможливо сказати, які знання можуть бути «корисними» чи продуктивними в майбутньому. Деякі користувачі-інклюзіанці доповнюють статті з наданням широкого кола джерел, таких як помітні блоги та інші дописи з соціальних мереж.
Станом на 2010 рік, офіційна позиція полягала в тому, що «немає жодної практичної межі кількості тем, які вона (Вікіпедія) може охоплювати», але «існує важлива відмінність між тим, що можна зробити, і тим, що слід зробити», остання є предметом політики Чим не є Вікіпедія.

## Передумови
Через проблеми вандалізму та відповідності вмісту, більшість вікіспільнот занепокоєні критеріями значимості. У Вікіпедії існує простір для формування правил та настанов і розв'язання конфліктів щодо окремих статей. Ці дебати можуть ініціюватися будь-ким і відбуваються на сторінці «Статті-кандидати на вилучення». Дискусія часто не обмежується аналізом змісту статті, про яку йде мова, але й переходить у площину візій написання ідеальної енциклопедії.
Наприкінці кожної дискусії адміністратор оцінює обговорення. Статті, які не потребують обговорення, можуть бути позначені та видалені без дебатів.
Станом на 2006 рік сторінки правил та політик Вікіпедії були одними з найбільш швидко зростаючих областей та містили близько чверті її вмісту.

### Аргументи сторін

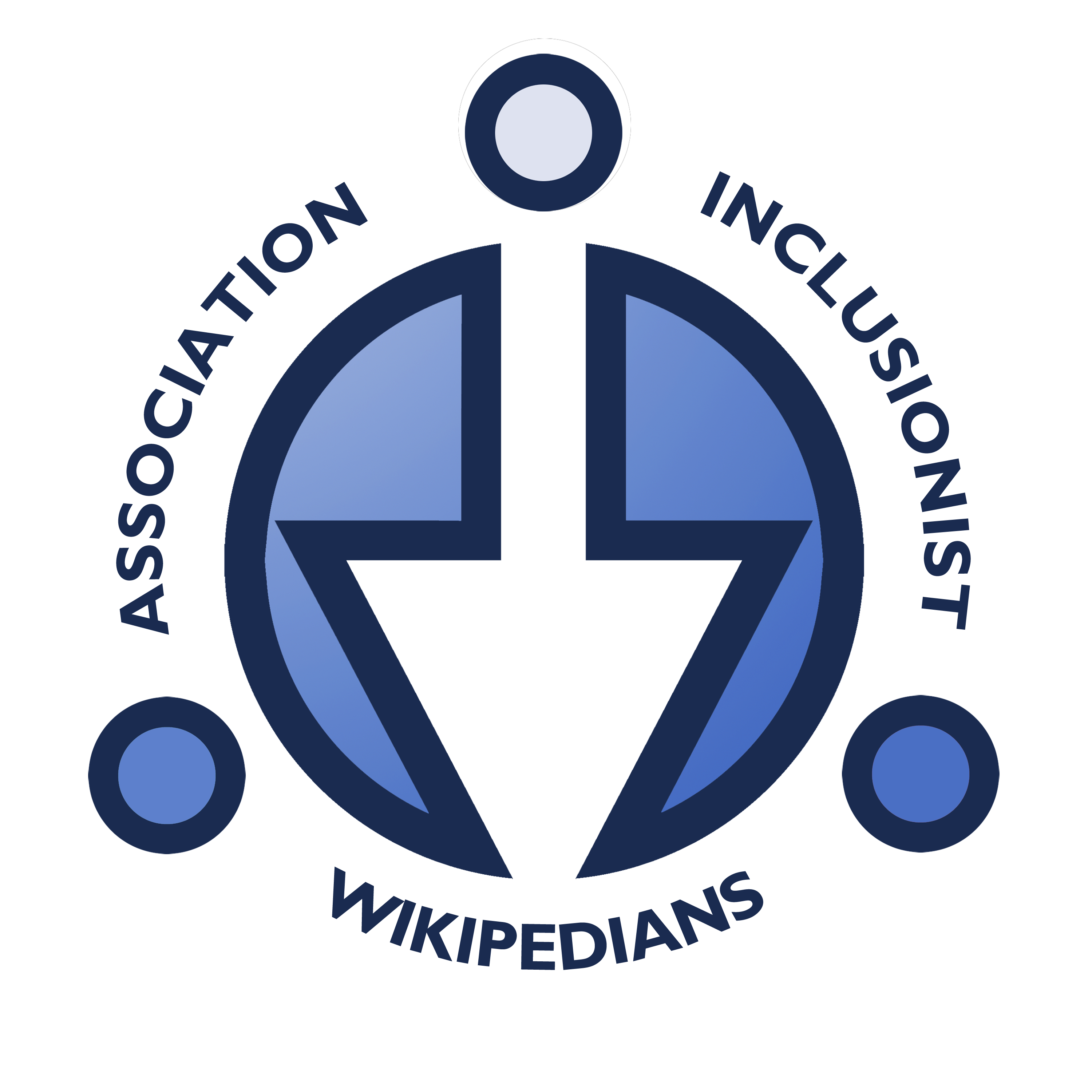
Об'єднання вікіпедистів-інклюзіанців (AIW)

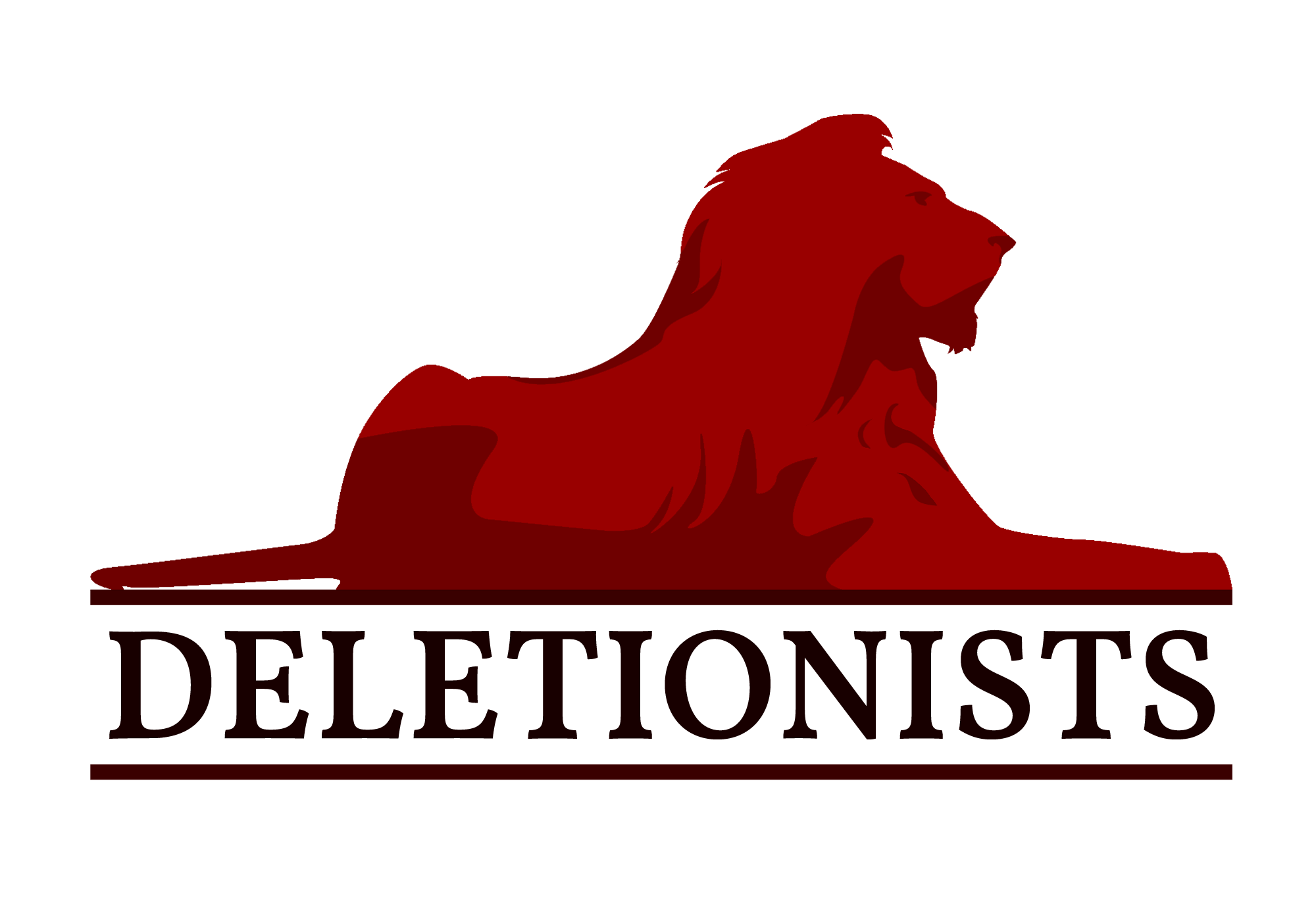
Об'єднання вікіпедистів-видалянців

«Об'єднання вікіпедистів-інклюзіанців» та «Об'єднання вікіпедистів-видалянців» були засновані активними користувачами. Кожна сторінка має перелік членів, статутів та принципів, на які спираються ці бачення. Попри те, що вони написані в жартівливому тоні, з їхньою допомогою розкривають основоположні засади, на які орієнтуються їхні учасники.
Інклюзіанці стверджують, що інтерес кількох людей є достатньою умовою існування статті, оскільки такі статті є нешкідливими та не займають багато місця. Їхнім гаслом стала фраза: «Вікіпедія — це не паперова енциклопедія».
На противагу опонентам, видалянці виступають за об'єктивність та відповідність певним критеріям вважаючи, що «Вікіпедія — це не Google», — «звалище», або «майданчик для збору фактів». Вони стверджують, що зацікавленість темою достатньої кількості людей є необхідною умовою якості статті, а статті про тривіальні теми шкодять авторитету та майбутньому успіху Вікіпедії. Видалянці виступають за встановлення та виконання визначених стандартів та політики як форми судової практики.
За словами ветерана-дописувача Джеофа Берлінга, нові члени рідше допомагали видаляти статті, отже, менше знають про обмеження, які мають бути у процесі видалення. Професор журналістики К. Г. Шнайдер визначив ментальність видалянства як реакцію на зміни, коли акценти в наповненні енциклопедії змістилися від кількості до якості.

### Шлях до порозуміння

Логотип видалення

«Вікіморг», в якому зберігалися б усі видалені статті та їхня історія редагування, запропонований як засіб для забезпечення прозорості в процесі видалення. Вебсайт Deletionpedia фактично має файли видалених сторінок з лютого до вересня 2008 року.
Прагнучи знайти компроміс між двома філософіями, у листопаді 2004 року було створене «Об'єднання вікіпедійців-об'єднувачів», яке наголошувало на можливості об'єднання статей як альтернативі видаленню для збереження окремих статей з менш важливих тем. Злиття однієї статті з іншою виконується шляхом переміщення відповідного вмісту та створення перенаправлення.

## Критика
Документаліст Джейсон Скотт зазначив, що дебати про видалення не завжди є конструктивними. Вони можуть сприяти дезінтеграції громади, обмеженню інформації або зменшенню темпів створення статей, що говорить про зменшення мотивації серед редакторів. Якщо чітко означити свої уподобання (видалянство чи інклюзіанство), це може відволікти від обговорення значимості самої статті. Тим не менш, варто зауважити, що взаємодія між цими двома групами може насправді призвести до покращення загальної якості контенту.
Пол-Грехем, засновник стартап-аселератора Y Combinator, на сторінці «Ідеї запуску, які ми хотіли б фінансувати» критикує Вікіпедію: 
 Видалянці керують Вікіпедією. Як не дивно, вони обмежені мисленням епохи друку. Яку шкоду приносить, якщо інтернет-посилання має довгий хвіст статей, які цікаві лише декільком людям, якщо всі можуть знайти все, що шукають? У Вікіпедії є можливість зробити те, що Вікіпедія зробила з Британікою. 
 Новеліст Нікольсон Бейкер розповів, як статтю про поета Річарда Деннера було видалено як незначиму, і розкритикував у The New York Review of Books поведінку редакторів, що пильнують у Вікіпедії. Стаття з тих пір була відновлена.
Такі дебати спричинили створення вебсайтів, критично налаштованих до Вікіпедії, таких як Wikitruth, який спостерігає за статтями, що ризикують бути видаленими. Браян Макнейл, редактор Wikinews, заявив, що кожна енциклопедія переживає внутрішні битви, різниця полягає в тому, що Вікіпедія є публічною.
2009 року у Вікіпедії почали спостерігатись зменшення кількості редагувань сайту, які деякі називали результатом розчарування користувачів через надмірне видалянство.

## Помітні дебати

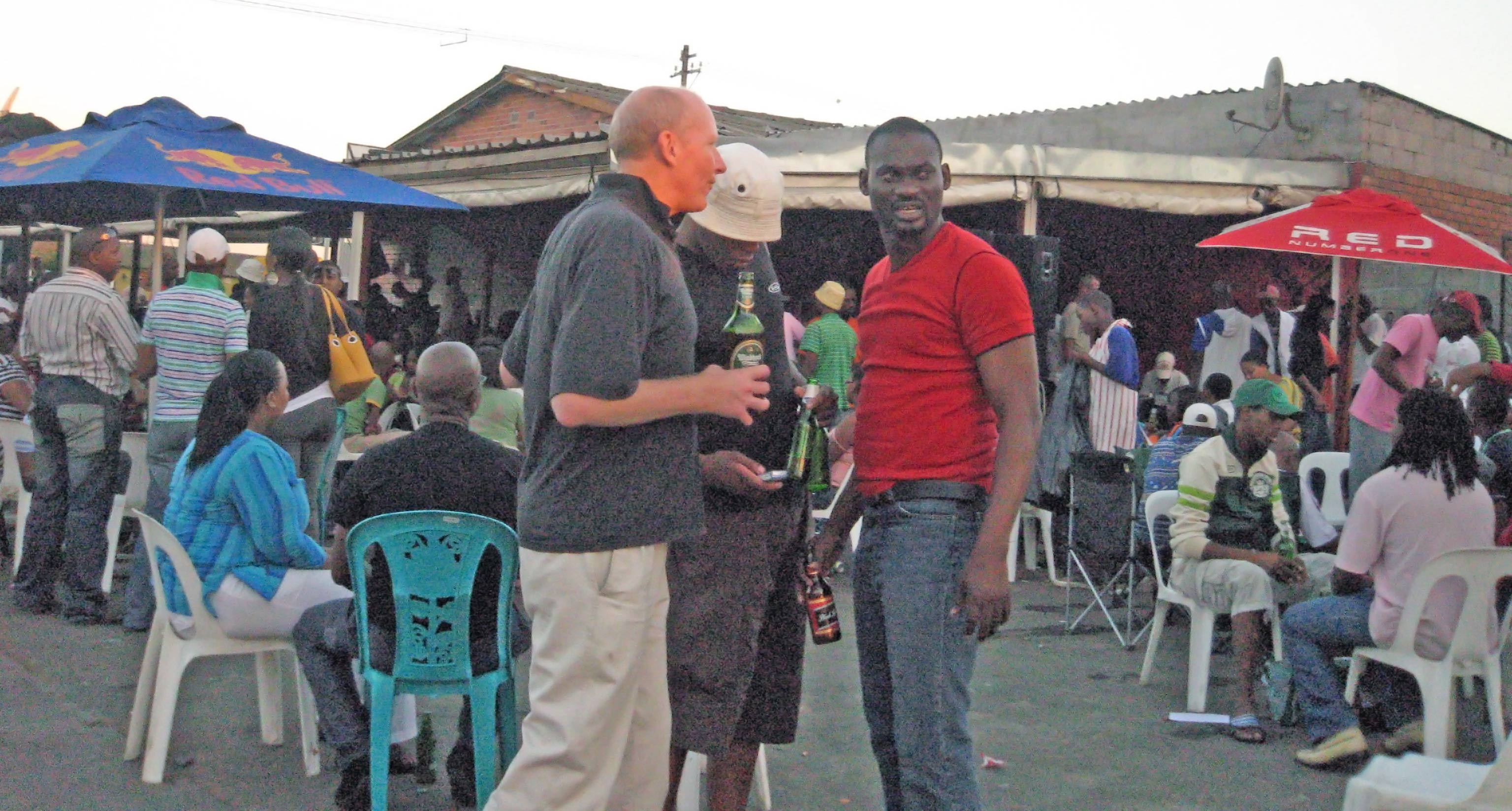
Фото південноафриканського ресторану Mzoli's, сторінка якого була номінована на вилучення.

Конкретні випадки суперечок між видалянцями та інклюзіанцями привернули увагу засобів масової інформації.
Стаття про південноафриканський ресторан Mzoli's була номінована на видалення після того, як її створив співзасновник Вікіпедії Джиммі Вейлз. Він заявив, що прихильники видалення демонструють «шокуючу недобросовісну поведінку». Стаття була збережена після того, як багато редакторів допомогли її доопрацювати. Наслідком цього є те, що хоча інклюзіанці можуть сказати, що адміністратор був неправий, але видалянці апелюють до реального покращення статті, що допомогло показати її значимість.
У лютому 2007 року висунення статті «Террі Шеннон» для вилучення було висміяно інтернет часописом The Inquirer.
Видалення біографії телевізійної ведучої Сьюзен Пітерс, статті для вебсайту Pownce та програми Ruby Why the lucky stiff також викликало жваві обговорення у спільноті.
Сценарист коміксів та науково-фантастичних романів /фентезійних романів Пітер Девід взяв участь у дискусії про вилучення біографії актора Крістіана Ейра з Вікіпедії у листопаді 2009 року. Девід поставив під сумнів якість дискусії та те, що він сприйняв як видалянство з боку деяких редакторів проекту. Він написав про свій досвід у своїй колонці «Але я відхиляюсь …» у Comics Buyer's Guide № 1663 (березень 2010 року). В основному Девід зосередив увагу на процесі, в якому обговорювались достоїнства біографії Ейра до її вилучення, і тим, що він назвав неточними аргументами, що призвели до цього результату. Посилаючись на процеси, за допомогою яких статті були визнані придатними для виключення як «безглузді, неточні та хибні», Девід додав інформацію про Ейра з метою відновлення статті. Стаття була відновлена 20 січня 2010 року.

### Захисники та аналітики
Співзасновник Вікіпедії Ларрі Сенгер є інклюзіанцем, за винятком певних тем, що стосуються сексуальності, для свого проекту Citizendium. Виконавча директорка Фонду Вікімедіа Кетрін Мар також ідентифікує себе як інклюзіанку.
Ендрю Ліх, в минулому видалянець, зауважує, що він змінив свою позицію, коли стаття, яку він створив про вебсайт Pownce, була швидко видалена іншим адміністратором як реклама.

## Наукове дослідження
На конференції з питань цифрового мистецтва та культури 2005 року дві групи дискутували про приклади «Евентуалізму» та «Імедіатизму» в архітектурі участі.
Національний інститут освітніх досліджень (Institut national de recherche pédagogique) у Франції, у випадку досліджень Вікіпедії, повідомив, що хоча було важко виміряти вплив груп станом на квітень 2006 року, їхнє існування свідчить про внутрішню динаміку Вікіпедії, що складається з численних ідентичностей, і це може відігравати позитивну роль для зростання спільноти.
Дебати про вилучення статті про Enterprise 2.0 стали предметом дослідження Гарвардської бізнес-школи.
У журналі Асоціації інформаційних наук та технологій дослідження соціальної динаміки Вікіпедії назвали інклюзіанство та видалянство двома найвпливовішими об'єднаннями у Вікіпедії. У той же час об'єднання можуть допомогти краще критикувати чинну політику, знаходити та досягати точок конвергенції.

## Стандарти у мовних розділах
Оскільки кожна мова Вікіпедії встановлює свої власні стандарти значимості, вони в деяких випадках суттєво розходяться. Як стверджує один з журналістів: « У німецькій Вікіпедії переважає видалянство, тоді як англійська Вікіпедія переважно інклюзіанська», проте вказується, що англійська Вікіпедія протягом кількох років вимагає від користувачів створення облікових записів для створення статей, чого німецька Вікіпедія не робить. Наприкінці 2009 року дебати з приводу включення декількох статей призвели до критики в німецькій блогосфері. Через це представники німецької Вікімедії провели зустріч з декількома блогерами та адміністраторами Вікіпедії щодо критеріїв значимості в німецькій Вікіпедії та опублікувала окрему заяву.